# Spy × Family
Spy × Family (スパイファミリー?, Supai Famiri) è un manga scritto e disegnato da Tatsuya Endo, serializzato sulla rivista digitale Shōnen Jump+ di Shūeisha a partire dal 25 marzo 2019.
Un adattamento anime prodotto da Wit Studio e CloverWorks è stato trasmesso in Giappone su TV Tokyo e relative reti affiliate dal 9 aprile 2022 al 23 dicembre 2023.

## Trama

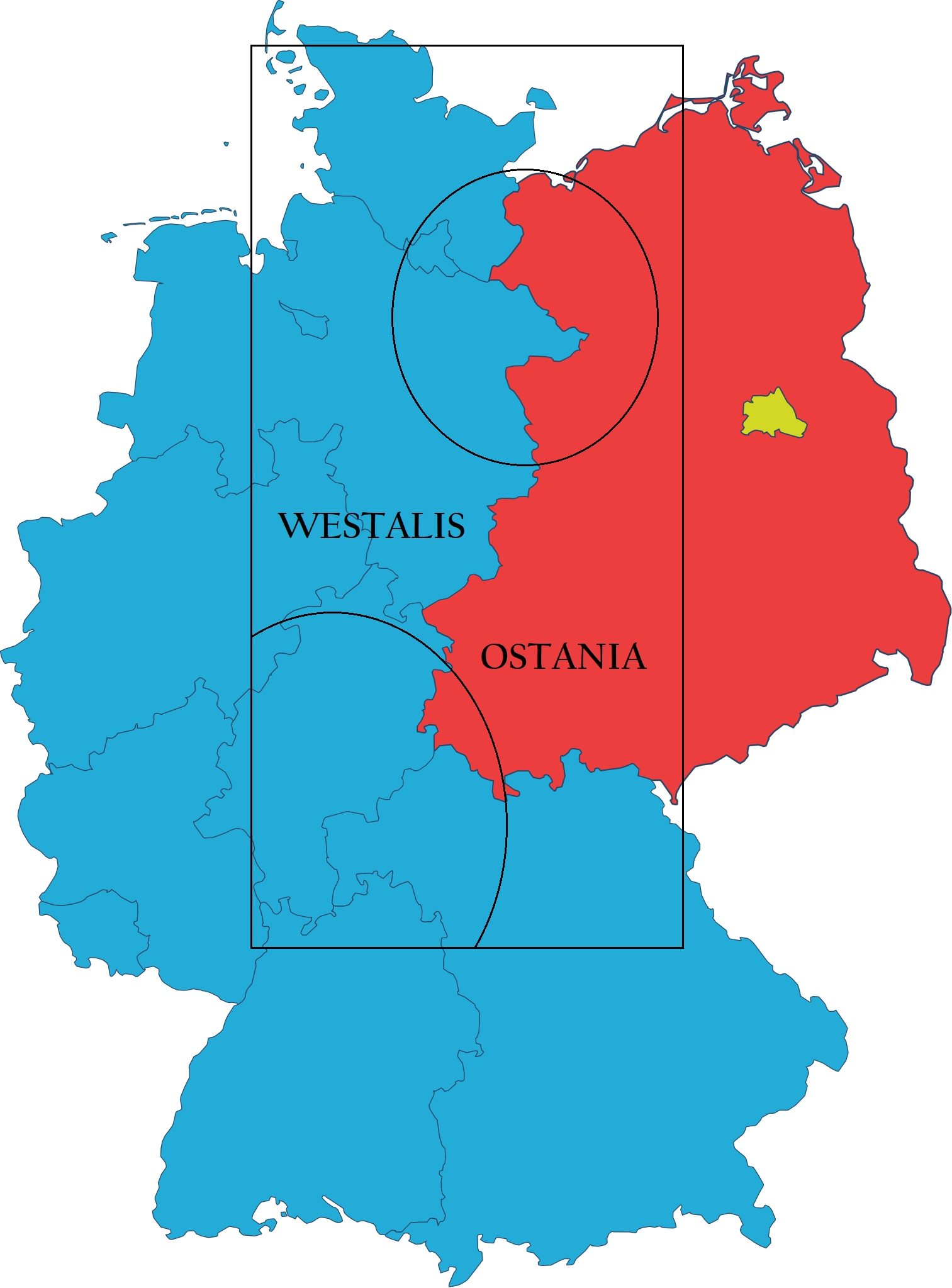
Mappa dei paesi immaginari di Westalis e Ostania, tratta da una vignetta del manga Spy × Family e sovrapposta a una mappa reale della Germania Ovest e della Repubblica Democratica Tedesca durante l'era della Guerra Fredda. Per la creazione del suo mondo, Tatsuya Endō si è ispirato alle due nazioni tedesche prima della loro riunificazione, così come per la città di Berlint – capitale dell'Ostania –, si è ispirato alla capitale della Germania nella vita reale, Berlino.

L'opera è ambientata nelle due nazioni europee immaginarie di Westalis e Ostania, che, seppur culturalmente simili, dopo un sanguinoso conflitto intrattengono rapporti tesi nella cornice di una guerra fredda alternativa. Per mantenere in vita il fragile rapporto di pace tra i due Paesi, l'agente di Westalis noto come "Twilight" si infiltra nella militarizzata Ostania sotto il nome fittizio di Loid Forger, con lo scopo di scoprire e sventare le macchinazioni di Donovan Desmond, leader del partito militarista, e scongiurare lo scoppio delle ostilità. Per fare ciò, è necessario che Loid crei una famiglia fittizia e iscriva il proprio "figlio" presso la prestigiosa Eden College, frequentata dai figli di Desmond. Infatti Desmond è praticamente irraggiungibile se non attraverso l'unico evento pubblico a cui partecipa, ossia i ricevimenti organizzati dalla scuola. Loid, fingendosi un giovane psichiatra di successo vedovo, decide quindi di adottare un'orfana di nome Anya. È costretto a cercarsi anche una moglie, sia al fine di creare una famiglia tradizionale che sia credibile e convincente, sia perché servono due genitori per il colloquio di ammissione al prestigioso istituto. Sposa Yor, all'apparenza una semplice dipendente statale, anche essa interessata a creare a un matrimonio di facciata in quanto, nell'atmosfera politica tesa e quasi isterica in cui volge la popolazione dell'Ostania, non di rado le donne nubili vengono ingiustamente accusate di essere spie. Yor nasconde in realtà un segreto ancora più pericoloso: è un abilissimo e letale sicario al soldo di un misterioso mandante. È così che nasce la famiglia Forger, una amorevole famiglia della upper class di Berlint, come molte altre. Tuttavia, la famiglia è alquanto non convenzionale: Twilight è una spia caratterizzata da una straordinaria abilità mnemonica, di calcolo e travestimento; Anya, all'insaputa di tutti e dello stesso Loid, possiede la capacità di leggere nel pensiero, in seguito a degli esperimenti che erano stati condotti su di lei; la moglie Yor è invece un'abilissima assassina, nota come Thorn Princess, e tiene nascosta a tutti, persino al fratello, la sua vera professione.
"Marito" e "moglie" si tengono rispettivamente all'oscuro delle loro reali identità, mentre Anya – grazie alla sua particolare abilità – riesce ad avere una panoramica generale dell'intera situazione, e cerca di aiutare il "padre" nella riuscita della sua missione, temendo di ritornare in orfanotrofio.

## Produzione
Durante la produzione di Spy × Family, l'autore Tatsuya Endo ha lavorato a stretto contatto con il curatore editoriale Shihei Lin, che conosceva già da dieci anni; nel corso dell'ideazione, ha inoltre preso spunto da quattro fumetti one-shot che aveva precedentemente pubblicato: Rengoku no Ashe, Ishi ni Usubeni, Tetsu ni Hoshi e I Spy. Lin suggerì a Endo di dare all'intera opera un tono comico, per contrapporla a quello più drammatico dei suoi due lavori passati: Tista e Gekka Bijin - La principessa guerriera.
Riguardo al titolo, furono considerate oltre cento alternative, tra cui una versione interamente in giapponese di quello attuale; la × che separa i termini "Spy" e "Family" fu invece aggiunta in riferimento al manga Hunter × Hunter. In fase di produzione si lavorò per raggiungere il target più ampio possibile, che non fosse esclusivamente shōnen e che potesse raggiungere persone di sessi ed età differenti; Lin ha dichiarato che è stato per questo necessario tenere sempre presente la linea che separa la violenza dalla commedia.

## Media

### Manga
Spy × Family è stato scritto e disegnato da Tatsuya Endo e serializzato dal 25 marzo 2019 sulla rivista online Shōnen Jump+ di Shūeisha con cadenza bisettimanale, mentre è pubblicato in tankōbon a partire dal 4 luglio 2019, con cadenza trimestrale. Il 23 luglio 2020 Planet Manga ha annunciato la pubblicazione del manga in Italia, iniziata a novembre 2020. La traduzione dei testi è curata da Simona Stanzani, con l'adattamento di Elena Zanzi e il lettering realizzato da Lara Iacucci.

#### Volumi
I capitoli sono indicati con il termine inglese Mission (MISSION?).
| 1  | 4 luglio 2019                                  | ISBN 978-4-08-882011-8                                                      | 5 novembre 2020 (ed. regolare & limitata) | ISBN 978-88-912-9625-2 (ed. limitata) |
| 1  | Capitoli - Mission 1-5                         |                                                                             |                                           |                                       |
| 2  | 4 ottobre 2019                                 | ISBN 978-4-08-882120-7                                                      | 14 gennaio 2021 (ed. regolare & limitata) | ISBN 978-88-912-9754-9 (ed. limitata) |
| 2  | Capitoli - Mission 6-11 - Extra Mission 1      |                                                                             |                                           |                                       |
| 3  | 4 gennaio 2020                                 | ISBN 978-4-08-882183-2                                                      | 11 marzo 2021 (ed. regolare & limitata)   | ISBN 978-88-912-9858-4 (ed. limitata) |
| 3  | Capitoli - Mission 12-17 - Extra Mission 2     |                                                                             |                                           |                                       |
| 4  | 13 maggio 2020                                 | ISBN 978-4-08-882229-7                                                      | 20 maggio 2021                            | ISBN 978-88-287-6601-8                |
| 4  | Capitoli - Mission 18-23 - Short Mission 1-2   |                                                                             |                                           |                                       |
| 5  | 4 settembre 2020                               | ISBN 978-4-08-882463-5                                                      | 15 luglio 2021                            | ISBN 978-88-287-2044-7                |
| 5  | Capitoli - Mission 24-30 - Short Mission 3     |                                                                             |                                           |                                       |
| 6  | 28 dicembre 2020                               | ISBN 978-4-08-882545-8                                                      | 9 settembre 2021                          | ISBN 978-88-287-2023-2                |
| 6  | Capitoli - Mission 31-37 - Short Mission 4     |                                                                             |                                           |                                       |
| 7  | 4 giugno 2021                                  | ISBN 978-4-08-882669-1                                                      | 4 novembre 2021                           | ISBN 978-88-287-9625-1                |
| 7  | Capitoli - Mission 38-44 - Short Mission 5     |                                                                             |                                           |                                       |
| 8  | 4 novembre 2021 (ed. regolare & speciale)      | ISBN 978-4-08-882843-5 (ed. regolare) ISBN 978-4-08-908415-1 (ed. speciale) | 28 aprile 2022                            | ISBN 978-88-287-9038-9                |
| 8  | Capitoli - Mission 45-53 - Short Mission 6     |                                                                             |                                           |                                       |
| 9  | 4 aprile 2022                                  | ISBN 978-4-08-883076-6                                                      | 22 settembre 2022                         | ISBN 978-88-287-9039-6                |
| 9  | Capitoli - Mission 54-61                       |                                                                             |                                           |                                       |
| 10 | 4 ottobre 2022                                 | ISBN 978-4-08-883127-5                                                      | 9 marzo 2023                              | ISBN 978-88-287-9530-8                |
| 10 | Capitoli - Mission 62-66 - Short Mission 7-8   |                                                                             |                                           |                                       |
| 11 | 4 aprile 2023                                  | ISBN 978-4-08-883313-2                                                      | 10 agosto 2023                            | ISBN 978-88-287-6010-8                |
| 11 | Capitoli - Mission 67-75                       |                                                                             |                                           |                                       |
| 12 | 4 ottobre 2023                                 | ISBN 978-4-08-883675-1                                                      | 14 marzo 2024                             | ISBN 978-88-287-6010-8                |
| 12 | Capitoli - Mission 76-84 - Short Mission 9-10  |                                                                             |                                           |                                       |
| 13 | 4 marzo 2024 (ed. regolare & speciale)         | ISBN 978-4-08-883839-7 (ed. regolare) ISBN 978-4-08-908457-1 (ed. speciale) | 12 settembre 2024                         | —                                     |
| 13 | Capitoli - Mission 85-92 - Short Mission 11    |                                                                             |                                           |                                       |
| 14 | 4 settembre 2024                               | ISBN 978-4-08-884154-0                                                      | 13 febbraio 2025                          | —                                     |
| 14 | Capitoli - Mission 93-99 - Short Mission 12-13 |                                                                             |                                           |                                       |
| 15 | 4 marzo 2025                                   | ISBN 978-4-08-884337-7                                                      | 11 settembre 2025                         | —                                     |
| 15 | Capitoli - Mission 100-108 - Short Mission 14  |                                                                             |                                           |                                       |

#### Capitoli non ancora in formatotankōbon
I seguenti capitoli sono apparsi sulla rivista Shōnen Jump + in Giappone ma non sono ancora stati stampati in formato tankōbon.
Questa lista è suscettibile di variazioni e potrebbe essere incompleta o non aggiornata.

- Mission 109-121
- Short Mission 15-17
- Research Mission

### Light novel
Una light novel spin-off, intitolata Spy × Family: Ritratto di famiglia (SPY×FAMILY 家族の肖像?, Supai Famiri kazoku no shozo), scritta da Aya Yajima e illustrata dallo stesso Endo, è stata pubblicata sotto l'etichetta Jump j Books di Shūeisha il 2 luglio 2021. In Italia il romanzo è stato annunciato da Panini Comics che l'ha pubblicato il 30 maggio 2024.

### Anime

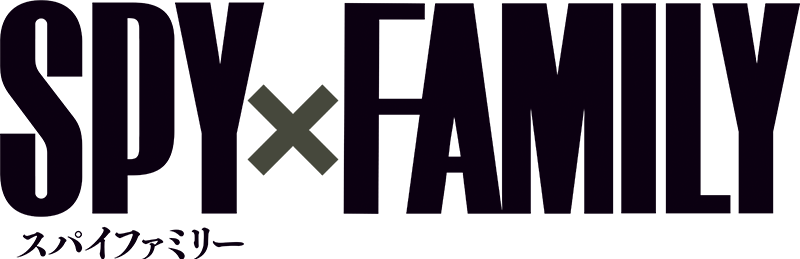
Logo della serie

Il 31 ottobre 2021 è stato aperto un sito web per annunciare un adattamento di una serie televisiva anime prodotta da Wit Studio e CloverWorks. La serie è diretta da Kazuhiro Furuhashi, con il character design curato da Kazuaki Shimada e la musica prodotta da [K]NoW_NAME. La stagione viene trasmessa in due parti. La prima è andata in onda dal 9 aprile al 25 giugno 2022 su TV Tokyo e altre reti affiliate, mentre la seconda è stata trasmessa dal 1º ottobre al 24 dicembre 2022. Le sigle della prima parte sono rispettivamente Mixed Nuts (ミックスナッツ?, Mikkusu Natsu) cantata dal gruppo Official Hige Dandism (apertura) e Kigeki (喜劇? lett. "Commedia") di Gen Hoshino (chiusura). Le sigle della seconda parte invece sono Souvenir dei Bump of Chicken (apertura) e Shikisai (色彩? lett. "Colore") di Yama. Crunchyroll ha distribuito la serie al di fuori dell'Asia in vari Paesi del mondo. Arrivata in Italia inizialmente in versione sottotitolata, Crunchyroll ha pubblicato il doppiaggio italiano dal 15 ottobre successivo al 15 aprile 2023.
Durante il Jump Festa '23 tenutosi il 18 dicembre 2022 è stata annunciata la seconda stagione che è stata trasmessa dal 7 ottobre al 23 dicembre 2023 e vede il ritorno degli stessi membri del cast e dello staff della precedente, fatta eccezione per Ichirō Ōkouchi che sostituisce Kazuhiro Furuhashi come sceneggiatore. Le sigle sono rispettivamente Kurakura (クラクラ?) cantata da Ado (apertura) e Todome no ichigeki (トドメの一撃?) di Vaundy feat. Cory Wong. I diritti per la distribuzione al di fuori dell'Asia sono acquistati nuovamente da Crunchyroll che l'ha distribuita in vari Paesi del mondo, tra cui l'Italia. Anche questa stagione ha ricevuto un doppiaggio italiano, il quale è stato pubblicato dal 4 novembre 2023 al 13 gennaio 2024.
Il doppiaggio italiano è curato da Molok Studios di Milano sotto la direzione di Renata Bertolas. L'adattamento dei dialoghi dell'edizione italiana è stato effettuato da Matteo Sotgiu (stagione 1), Francesca Scivoli (stagioni 1-2), Anna Papace (stagione 1), Alessia Licari (episodio 2x10) e Lara Martelozzo (episodio 2x10).
Sempre durante il Jump Festa '23 è stato annunciato anche un film d'animazione cinematografico, Spy × Family - Code: White (劇場版 SPY×FAMILY CODE: White?, Gekijō-ban Spy × Family Code: White), uscito in Giappone il 22 dicembre 2023 e in Italia il 24 aprile 2024. Il film è uscito su Crunchyroll il 6 settembre 2024.
Durante l'evento speciale Spy × Family Anime Extra Mission tenutosi il 9 giugno 2024 è stata annunciata la terza stagione. Quest'ultima è prevista per ottobre 2025.

#### Episodi

##### Prima stagione
| Nº                         | Titolo italiano Giapponese 「Kanji」 - Rōmaji | In onda          | In onda          |
| Nº                         | Titolo italiano Giapponese 「Kanji」 - Rōmaji | Giapponese       | Italiano         |
| Prima parte (12 episodi)   | |                  |                  |
| 1                          | Operation Strix 「オペレーション〈梟〉」 - Operēshon〈Sutorikusu〉 | 9 aprile 2022    | 15 ottobre 2022  |
| 1                          | Per allentare le tensioni tra Westalis e Ostania, il Westalis Intelligence (WISE) incarica l'agente "Twilight" di formare una famiglia in Ostania per avvicinarsi a Donovan Desmond, leader del Partito di unità nazionale di Ostania. Per fare ciò, dovrà iscrivere suo "figlio" all'Eden Academy, dove potrà avvicinarsi in sicurezza a Donovan durante un evento. Twilight, sotto l'identità fittizia dello psichiatra Loid Forger, adotta una bambina di nome Anya, che ha segretamente abilità telepatiche. Mentre Loid è via, Anya rivela accidentalmente la loro posizione quando invia una trasmissione a Edgar, un ministro di Ostania, e viene rapita. Loid salva Anya e costringe Edgar a ritirarsi. Dopo aver superato l'esame di ammissione, i due vengono informati che la seconda fase per l'ammissione all'Eden Academy è un colloquio formale alla presenza di entrambi i genitori. Per fare ciò, Loid è costretto a trovare una moglie il più presto possibile. |                  |                  |
| 2                          | Trovare una moglie 「妻役を確保せよ」 - Tsuma-yaku o kakuho seyo | 16 aprile 2022   | 22 ottobre 2022  |
| 2                          | Yor Briar, un'impiegata del municipio di Berlint, è ostracizzata dalle sue colleghe per essere single, il che porta a temere che il suo lavoro di sicario venga smascherato poiché si ipotizza che sia una spia. In una sartoria, Loid e Yor si incontrano e decidono di formare una partnership per convenienza. Tuttavia, la notte in cui Loid dovrebbe partecipare a una festa con Yor, una missione secondaria lo fa arrivare in ritardo e si presenta accidentalmente come suo "marito". Dopo che se ne sono andati, vengono inseguiti da degli uomini della precedente missione. Yor, dopo aver realizzato quanto sia vantaggiosa la loro collaborazione per il suo lavoro di assassina, chiede a Loid di sposarsi. Quest'ultimo è d'accordo e, dopo aver lanciato una granata contro i nemici, usa la spilla dell’esplosivo per chiedere il matrimonio ufficiale. |                  |                  |
| 3                          | Prepararsi al colloquio 「受験対策をせよ」 - Juken taisaku o seyo | 23 aprile 2022   | 29 ottobre 2022  |
| 3                          | Ora legalmente sposata, Yor va a vivere con Loid e Anya. Poiché quest'ultima e Yor falliscono la simulazione di colloquio di ammissione alla scuola, Loid organizza un'uscita di famiglia in varie attività culturali per dare loro un'idea migliore di com'è la vita familiare della classe superiore. Quando è angosciato per aver perso la fiducia nel successo della sua missione, Yor porta la famiglia in un parco per rilassarsi. Lì, i tre notato un ladro che rapina un'anziana signora. Dopo che Loid, con l'aiuto di Yor e Anya, lo cattura, la vittima osserva che i Forger formano una famiglia meravigliosa. In serata, Loid conduce un altro finto colloquio ma con risultati migliori e si rassicura sul fatto che se sono riusciti a far pensare a degli estranei di essere una vera famiglia, allora la missione ha ancora una possibilità. |                  |                  |
| 4                          | Colloquio nel prestigioso istituto 「名門校面接試験」 - Meimonkō mensetsu shiken | 30 aprile 2022   | 5 novembre 2022  |
| 4                          | Quando i Forger arrivano all'Eden Academy per il colloquio, impressionano Henry Henderson, uno degli Housemasters, mentre superano molteplici sforzi di screening, tra cui fermare una fuga accidentale dagli animali della fattoria della scuola. Durante il colloquio con gli Housemasters, danno risposte soddisfacenti, ma Murdoch Swan, divorziato, cerca deliberatamente di schernirli e farli fallire. Con la famiglia infuriata e sconvolta, Loid termina il colloquio. Dopo che i Forgers se ne sono andati, Henderson colpisce Swan in difesa dei Forgers. A casa, Loid è certo di aver fallito il colloquio, ma accetta di lasciare il resto alla fortuna con le rassicurazioni di Yor e Anya. |                  |                  |
| 5                          | Successo o fallimento 「合否の行方」 - Gōhi no yukue | 7 maggio 2022    | 12 novembre 2022 |
| 5                          | Nonostante il colloquio fallito, Anya è la prima in lista d'attesa, grazie all'intervento di Henderson, e viene accettata all'Eden Academy tre giorni dopo. Mentre festeggia l'accettazione di Anya con Franky, quest'ultimo ubriaco sprona Anya a chiedere a Loid di rievocare una scena di salvataggio del suo cartone animato preferito, Spy Wars, come ricompensa. Per soddisfare le sue richieste, Loid usa le risorse di WISE per affittare un castello e arruola i suoi colleghi agenti nei suoi giochi di rievocazione. Dopo aver superato tutti gli ostacoli e aver combattuto con una Yor ubriaca, Loid "salva" Anya, con quest'ultima che promette di fare del suo meglio a scuola per il bene di Loid. |                  |                  |
| 6                          | Operazione amicizia 「ナカヨシ作戦」 - Nakayoshi sakusen | 14 maggio 2022   | 19 novembre 2022 |
| 6                          | La seconda fase dell'Operazione Strix di WISE prevede di rendere Anya una studiosa imperiale per infiltrarsi nel raduno della scuola e raggiungere Donovan. Per fare ciò, Anya deve guadagnare otto note di merito (definite Stelle), evitando di ricevere otto demeriti (chiamati Tonitrus) oltre i quali si viene espulsi dall'istituto. Mentre fa shopping, Yor salva Anya da un rapimento e accetta di insegnarle l'autodifesa. Il giorno dell'orientamento, Loid organizza segretamente che Anya sia nella stessa classe di Damian Desmond, il secondo figlio di Donovan, come piano alternativo per convincerla a fare amicizia con lui. Tuttavia, durante il tour scolastico, il costante bullismo di Damian nei confronti di Anya la porta a prenderlo a pugni. Questo fa guadagnare ad Anya un Tonitrus e inasprisce la sua relazione con Damian, rovinando entrambi i piani di Loid.                                                                                    |                  |                  |
| 7                          | Bersaglio secondogenito 「標的の次男」 - Tāgetto no jinan | 21 maggio 2022   | 26 novembre 2022 |
| 7                          | Loid fa continuamente pressione su Anya affinché si scusi con Damian nonostante la sua nuova amica, Becky Blackbell, la scoraggi. Una volta che Anya è in grado di farlo quando Becky è via, Damian si rende conto di aver iniziato a sviluppare dei sentimenti per lei, ma rifiuta le sue scuse per imbarazzo. Credendo che il suo secondo piano sia fallito, Loid esorta Anya a studiare secondo il piano originale di WISE, travolgendola. Yor aiuta Loid a rendersi conto di aver fatto troppa pressione su Anya, e quando va a controllarla, nota che si è addormentata mentre studiava. Mentre Loid si chiede come ci si sente ad avere una famiglia, altrove, Yuri Briar, il fratello di Yor, viene a sapere del matrimonio di sua sorella. |                  |                  |
| 8                          | Operazione di camuffamento anti-polizia segreta 「対秘密警察偽装作戦」 - Taihimitsu keisatsu gisō sakusen | 28 maggio 2022   | 3 dicembre 2022  |
| 8                          | La sera del giorno successivo, Yuri, che lavora segretamente per il Servizio di Sicurezza dello Stato di Ostanian (SSS), visita Yor dopo aver interrogato un informatore WISE all'interno del Consiglio Comunale. Yuri, che è molto legato a Yor e trova difficile accettare il suo matrimonio, tempesta Loid di domande per coglierlo alla sprovvista. Rendendosi conto che Yuri sta seguendo un modello di conversazione utilizzato dall'Agenzia di Intelligence Ostaniana, Loid deduce essere un membro dell'SSS. Un ubriaco Yuri chiede quindi che la coppia si baci davanti a lui dopo averli visti comportarsi a disagio nel toccarsi le mani, minacciando di annullare il loro matrimonio se non lo fanno. |                  |                  |
| 9                          | Ostentare il proprio amore 「ラブラブを見せつけよ」 - Rabu Rabu o misetsukeyo | 4 giugno 2022    | 10 dicembre 2022 |
| 9                          | Yuri tenta di fermare il bacio dopo averci ripensato e riceve uno schiaffo da una Yor ubriaca imbarazzata. Alla fine, Yuri rifiuta di accettare il matrimonio, pur riconoscendo la buona natura di Loid. Loid inizia a sospettare della connessione di Yor con l'SSS, mentre Yor è insicura della sua incompetenza come moglie. Il giorno dopo, Loid segue Yor e si traveste da ufficiale dell'SSS per estorcere informazioni da lei, ma lei chiarisce definitivamente il loro dubbio. Loid più tardi incontra Yor sulla strada di casa e le consiglia di rimanere fedele a se stessa senza preoccuparsi della facciata di sua moglie. Una Yor sollevata esprime la sua felicità e il suo apprezzamento per essere la compagna di Loid. |                  |                  |
| 10                         | La grande operazione dodgeball 「ドッジボール大作戦」 - Dojjibōru daisakusen | 11 giugno 2022   | 17 dicembre 2022 |
| 10                         | Anya e Damian sentono una voce su una Stella che viene data al giocatore più prezioso nel prossimo torneo di dodgeball. Il giorno del torneo, la classe di Anya e Damian affronta l'atletico Bill Watkins, che elimina tutti tranne loro. Damian sacrifica la sua possibilità di vincere una Stella per proteggere Anya. Come ultimo giocatore in piedi, Anya usa l'allenamento di Yor per fare l'ultimo tiro, ma fallisce, perdendo la partita. Alla fine, la voce si rivela falsa, mentre la relazione tra Anya e Damian vede pochi miglioramenti. |                  |                  |
| 11                         | Stella 「〈星〉」 - <Sutera> | 18 giugno 2022   | 24 dicembre 2022 |
| 11                         | Loid porta Anya a fare volontariato in un ospedale, sperando di guadagnare una Stella attraverso il servizio alla comunità. Tuttavia, la sua scarsa performance fa arrabbiare il personale e la fa licenziare. Per caso, Anya rileva i pensieri angoscianti di un paziente che sta annegando e si precipita a salvarlo, guadagnandosi infine la prima Stella. All'Eden Academy, i suoi compagni di classe diffondono false voci sulle sue azioni, anche se Damian difende pubblicamente la sua integrità. Ascoltando Becky e pianificando di avvicinarsi a Damian, Anya chiede ai suoi genitori un cane e loro accettano. Altrove, un cane bianco geneticamente modificato visualizza improvvisamente i Forger nella sua mente. |                  |                  |
| 12                         | Penguin Park 「ペンギンパーク」 - Pengin Pāku | 25 giugno 2022   | 31 dicembre 2022 |
| 12                         | Dopo aver lavorato instancabilmente su missioni secondarie extra, Loid porta Anya e Yor all'Acquario di Berlint per convincere i suoi vicini che sono una famiglia felice. Tuttavia, mentre è lì, è costretto a intraprendere un'altra missione per recuperare un microfilm contenente piani di armi chimiche che viene contrabbandato attraverso un pinguino. Anya aiuta segretamente Loid a localizzare il pinguino che trasporta il microfilm e inganna Yor per catturare il destinatario. Recuperando con successo il microfilm e placando i suoi vicini, Loid dà ad Anya un peluche di pinguino. Qualche tempo dopo, a casa, Anya gioca una missione di spionaggio con i suoi giocattoli. Dopo che Loid e Yor la rimproverano per aver tentato di entrare nelle loro stanze, sono costretti a stare al gioco per tirarla su di morale. |                  |                  |
| Seconda parte (13 episodi) | |                  |                  |
| 13                         | Project Apple 「爆弾テロを阻止せよ」 - Bakudan tero o soshi seyo | 1º ottobre 2022  | 21 gennaio 2023  |
| 13                         | Mentre acquista un cane per Anya, Loid viene chiamato in una missione urgente per fermare un gruppo terroristico di studenti Ostaniani, guidati da Keith Kepler, che progettano di usare i cani come portatori di bombe per assassinare il ministro degli Esteri occidentale Brantz. Nel frattempo, a una fiera per l'adozione di animali, Anya legge nella mente di un cane bianco e riceve una visione della sua famiglia. Incuriosita, segue il cane da sola e finisce nel nascondiglio dei terroristi. Il cane la aiuta a fuggire e Anya si rende conto che può prevedere il futuro. Keith li mette alle strette, ma Yor interviene, credendo che sia un trafficante di bambini. |                  |                  |
| 14                         | Disinnescare la bomba a orologeria 「時限爆弾を解除せよ」 - Jigen bakudan o kaijo seyo | 8 ottobre 2022   | 28 gennaio 2023  |
| 14                         | Keith è costretto a fuggire e, mentre la WISE arresta gli altri studenti, lui prende l'ultimo cane bomba e riempie di esplosivo la porta del suo ultimo nascondiglio. Anya apprende attraverso la visione futura del cane che Loid morirà aprendo la porta. Scappando da Yor, i due arrivano sul luogo della bomba e impediscono la morte di Loyd. scrivendo un avvertimento all'esterno. Successivamente, Loid si traveste da Ministro Brantz, liberandosi dalla Polizia Segreta in auto e ingannando Keith per seguirlo verso il fiume. Durante l'inseguimento, Keith rilascia il cane bomba contro Loid, iniziando il loro confronto. |                  |                  |
| 15                         | Un nuovo famigliare 「新しい家族」 - Atarashii kazoku | 15 ottobre 2022  | 4 febbraio 2023  |
| 15                         | Loid riesce a rinchiudere il cane bomba in un cassonetto e a gettare la bomba nel fiume, dove esplode innocua. Keith fugge dalla scena ma si schianta con la sua auto con un calcio di Yor, che sta cercando Anya. Con l'incidente terroristico risolto, Loid torna dalla sua famiglia e decidono di adottare il cane bianco con l'approvazione di Sylvia. Il giorno dopo, Anya non riesce a impressionare Damian con la notizia dell'adozione del suo nuovo cane. Notando le somiglianze nelle apparenze e nelle azioni tra il cane e il suo eroe immaginario preferito, Bondman, Anya decide di chiamare "Bond" il nuovo membro della famiglia Forger. |                  |                  |
| 16                         | Yor's Kitchen 「ヨル's キッチン」 - Yoruzu KitchinIl grande piano romantico dell'informatore 「情報屋の恋愛大作戦」 - Jōhō-ya no ren'ai dai sakusen | 22 ottobre 2022  | 11 febbraio 2023 |
| 16                         | Preoccupata di perdere la sua famiglia, Yor cerca aiuto da Camilla, Dominic e Yuri per migliorare la sua cucina e finalmente impara a cucinare un piatto di stufato della sua infanzia. Più tardi a casa, dopo aver cucinato lo stufato per Loid e Anya, Yor si rende conto di essersi affezionata a loro. Franky si innamora e chiede l'aiuto di Loid. Nonostante le prove della sua confessione, viene respinto e Loid lo tira su di morale al bar, ricordandogli che non possono comunque avere relazioni a causa della natura della loro professione. |                  |                  |
| 17                         | Eseguire l'operazione grifone 「ぐりほんさくせんを決行せよ」 - Gurihon sakusen o kekkō seyoFullmetal Lady 「鋼鉄の淑女〉」 - Furumetaru RediOmelette col riso ♡ 「オムライス♡」 - Omuraisu♡ | 29 ottobre 2022  | 18 febbraio 2023 |
| 17                         | Quando Anya non riesce a connettersi con Damian attraverso Bond, trama per ottenere il suo favore aiutandolo durante il concorso di arti e mestieri, che spera di vincere per impressionare suo padre. Anya trasforma la scultura del grifone di Damian in un disastro, ma finisce per vincere il primo premio. La vita quotidiana di Sylvia come spia viene mostrata mentre sfugge alla SSS per incontrare Twilight e discutere dell'Operazione Strix. Un flashback mostra Yor che cucina per Yuri spiegando come quest'ultimo abbia acquisito una costituzione duratura. |                  |                  |
| 18                         | Lo zio insegnante privato 「家庭教師の叔父」 - Kateikyōshi no ojiDaybreak 「〈東雲〉」 - <Shinonome> | 5 novembre 2022  | 25 febbraio 2023 |
| 18                         | Anya si rende conto che i suoi esami intermedi si svolgono durante la luna nuova, quando la sua telepatia non funziona e non può imbrogliare. Yor invita Yuri a farle da tutor e, sebbene non facciano progressi, Anya viene ispirata a studiare per aiutare Loid nelle sue missioni. Nervoso per i risultati degli esami di Anya, Loid si intrufola nel caveau della scuola per modificare le sue risposte. Allo stesso tempo, incontra una spia dilettante di nome Daybreak, che sta cercando di sabotare le risposte dei fratelli Desmond. Loid annulla segretamente il sabotaggio di Daybreak e nota che Anya era passata a malapena da sola. |                  |                  |
| 19                         | Vendetta contro Desmond 「デズモンドへの復讐計画」 - Dezumondo e no fukushū keikakuLa mamma diventa vento 「母、風になる」 - Haha, kaze ni naru | 12 novembre 2022 | 4 marzo 2023     |
| 19                         | Anya sventa i piani di George Glooman per far espellere Damian come vendetta per aver fatto fallire l'azienda della sua famiglia e averlo costretto a lasciare la scuola. Dopo aver ottenuto la simpatia dei suoi compagni di classe, mandano via George con un sentito addio. Tuttavia, quella notte, George viene a sapere che l'azienda della sua famiglia non viene chiusa e, quindi, deve tornare a scuola il giorno successivo, molto imbarazzato. Dopo aver mandato Anya a scuola, Yor sospetta che abbia dimenticato i suoi vestiti da palestra e si precipita a scuola per consegnarli, solo per scoprire che quel giorno non c'è lezione di ginnastica. Loid incontra Yor e la invita a pranzo per migliorare il suo umore. |                  |                  |
| 20                         | Indagare all'ospedale 「総合病院を調査せよ」 - Sōgō byōin o chōsa seyoDecifrare il codice oscuro 「難解な暗号を解読せよ」 - Nankai na angō o kaidoku seyo | 19 novembre 2022 | 11 marzo 2023    |
| 20                         | Per una relazione scolastica su una carriera che le interessa, Anya accompagna Loid a conoscere il suo lavoro di copertura come psichiatra. Mentre Loid è via per incontrare un agente WISE, Anya si intrufola nel tunnel di fuga segreto di Loid nel suo ufficio e spaventa accidentalmente gli altri medici. Anya quindi consegna il suo rapporto alla classe, dipingendo in modo fuorviante il lavoro di Loid in cattiva luce. Ispirata a un episodio di Spy Wars, Anya crea un codice segreto che dice a chiunque lo decidi di incontrarsi su un ponte alle 08:00 di sabato e lo passa a tutti i suoi amici. Solo Franky la decodifica, credendo che sia una lettera d'amore segreta, e va sul ponte mentre Anya dorme durante la sveglia. |                  |                  |
| 21                         | Nightfall 「〈夜帷〉」 - <Tobari>Il primo moto di gelosia 「はじめての嫉妬」 - Hajimete no shitto | 26 novembre 2022 | 18 marzo 2023    |
| 21                         | Nightfall, un agente WISE sotto lo pseudonimo di Fiona Frost, visita i Forger per notificare a Loid che lavoreranno insieme per la loro prossima missione. Con anche l'intenzione di sostituire Yor perché ama segretamente Loid. Tuttavia, dopo aver realizzato che Loid è sinceramente felice con Yor e Anya, torna a casa sconsolata. Bond diventa geloso del pinguino di peluche di Anya e lo distrugge, sconvolgendola. Loid lo ripara e convince Anya a perdonare Bond. |                  |                  |
| 22                         | Campbelldon, il torneo di tennis clandestino 「地下テニス大会 キャンベルトン」 - Chika Tenisu taikai Kyanberuton | 3 dicembre 2022  | 25 marzo 2023    |
| 22                         | Loid e Fiona si travestono da coppia sposata e partecipano a un torneo di tennis sotterraneo ospitato da Cavi Campbell per vincere un dipinto che contiene la posizione di un dossier, il cui contenuto, se rivelato, potrebbe riaccendere la guerra. Fiona vuole sfruttare questa opportunità per mostrare a Loid quanto sia capace al fine di sostituire il ruolo di Yor nell'Operazione Strix. Sconfiggono tutti i loro avversari e raggiungono la finale contro i figli di Campbell; tuttavia, Campbell trucca il torneo per dare un vantaggio ai suoi figli. Nel frattempo, Yor è preoccupata per la relazione tra suo marito e Fiona. |                  |                  |
| 23                         | Traiettoria decisa 「揺るがぬ軌道」 - Yuruganu kidō | 10 dicembre 2022 | 1º aprile 2023   |
| 23                         | Loid e Fiona superano tutti i trucchi che i Campbell lanciano loro e vincono il torneo. Successivamente, la coppia abilmente riescono a rubare il dipinto preso di mira prima dell'arrivo dell'SSS. Per caso, incontrano Yor, Anya e Bond al parco, dove Fiona sfida prontamente Yor a una partita di tennis, sperando di dimostrarsi una partner più degna di lei. Tuttavia, Yor, grazie alla sua forza disumana, demolisce completamente Fiona, ma l'incidente lascia ancora Yor infelice e turbata. Qualche tempo dopo, Loid scopre, con sua confusione, che il "dossier" era solo un malinteso. |                  |                  |
| 24                         | Madre e moglie 「母役と妻役」 - Haha-yaku to tsuma-yakuShopping con l'amica 「ともだちとかいもの」 - Tomodachi to kaimono | 17 dicembre 2022 | 8 aprile 2023    |
| 24                         | Yor crede che Loid la sostituirà con Fiona, sollevando voci e preoccupando Loid, che organizza immediatamente una data per chiarire la questione. L'appuntamento termina quando Loid tenta di sedurre una ubriaca Yor, e lei lo mette fuori combattimento in preda al panico. Più tardi hanno una conversazione, in cui Loid rassicura Yor sul loro matrimonio, chiarendo che non ha intenzione di sostituirla, e i due si riconciliano. Becky porta Anya a fare shopping in un esclusivo centro commerciale di alta classe per attirare l'attenzione di Damian. Becky va a fare shopping, mentre Anya riceve solo un set di portachiavi abbinati e ne regala uno a Becky per commemorare la giornata, rendendo Becky molto felice. Il maggiordomo di Becky, Martha, è contenta che Becky, un tempo altezzosa e poco socievole, abbia trovato un'amica in Anya. |                  |                  |
| 25                         | Primo contatto 「接敵作戦」 - Fāsuto Kontakuto | 24 dicembre 2022 | 15 aprile 2023   |
| 25                         | Loid si infiltra all'Eden Academy il giorno dell'incontro sociale dello Studioso Imperiale a cui partecipa Donovan Desmond e viene a sapere che Damian incontrerà suo padre dopo l'incontro. La spia sfrutta l'occasione per contattare Donovan e sondare le sue informazioni. Anche se senza successo, Loid riesce a dare un'occhiata alla psiche di Donovan e a fare colpo sul suo bersaglio mentre difende i sentimenti di Damian. Dopo che Loid se ne va, Damian finalmente conversa con Donovan e riceve deboli elogi per i suoi risultati accademici. |                  |                  |

##### Seconda stagione
| Nº | Titolo italiano Giapponese 「Kanji」 - Rōmaji | In onda          | In onda          |
| Nº | Titolo italiano Giapponese 「Kanji」 - Rōmaji | Giapponese       | Italiano         |
| 1  | Pediniamo papà e mamma 「ちちとははをびこうせよ」 - Chichi to haha o bikō seyo | 7 ottobre 2023   | 4 novembre 2023  |
| 1  | Mentre termina il gruppo estremista Red Circus, Yor viene colpita e ferita al fianco posteriore. Il giorno dopo, Loid la porta ad un appuntamento, credendo che il suo umore sofferente sia colpa sua, mentre Anya e Franky li pedinano. Il dolore costante di Yor le impedisce di godersi l'appuntamento, sventando i piani di Loid. In un ristorante, un cameriere, un sopravvissuto del Red Circus, riconosce Yor e cerca vendetta avvelenandola con il veleno del pesce palla, senza alcun risultato. Anya sventa il suo secondo tentativo di omicidio, costringendolo a cedere. La tossina aiuta a intorpidire il dolore di Yor, permettendole di godersi l'appuntamento. La mattina dopo, l'effetto tossina svanisce e Yor torna di cattivo umore, confondendo di nuovo Loid. |                  |                  |
| 2  | La strategia di sopravvivenza di Bond 「ボンドの生存戦略」 - Bondo no seizon senryakuLa gita educativa di Damian 「ダミアンの野外学習」 - Damian no yagai gakushū | 14 ottobre 2023  | 4 novembre 2023  |
| 2  | Bond ha una visione in cui muore dopo aver mangiato del cibo preparato da Yor. Per evitare che ciò accada, Bond cerca Loid in modo che possa tornare a casa presto e cucinare la cena. Bond alla fine trova Loid e lo aiuta a rubare un siero sperimentale della verità per la sua missione. Preoccupati che Damian stia studiando troppo duramente per ottenere una Stella Star durante le vacanze, Emile ed Ewen rimangono con Damian dopo che il primo è stato punito per ritardo. Henderson in seguito chiede al custode, Mr. Green, di portare i ragazzi a una gita in un lago vicino, al fine di insegnare a Damian e ai ragazzi una lezione che rilassarsi e divertirsi è importante quanto studiare. |                  |                  |
| 3  | Missione e famiglia 「任務と家族」 - Ninmu to kazokuL'elegante Bondman 「華麗なるボンドマン」 - Kareinaru BondomanInfanzia/Risveglio 「子ども心／目覚まし」 - Kodomo kokoro/Mezamashi | 21 ottobre 2023  | 11 novembre 2023 |
| 3  | Quando l'SSS sospetta che un ex reporter di nome Franklin Perkin stia inviando articoli anti-Ostania a Westalis, Yuri viene incaricato di osservarlo e raccogliere prove. Alla fine, dopo aver raccolto prove sufficienti che Franklin ha segretamente scattato foto insieme a scrivere opere con narrazioni falsificate e le ha inviate segretamente tramite il suo lavoro all'ufficio postale, Yuri arresta Franklin, ma non prima di averlo convinto che il benessere di suo padre sarà curato. Anya guarda un episodio di Spy Wars in cui il personaggio principale, Bondman, raduna un harem di belle donne, solo per il suo harem che lo picchia violentemente dopo che Bondman si rifiuta di scegliere solo una di loro come sua ragazza. Loid ha difficoltà a capire Anya dopo che lui e Yor la portano fuori per divertimento. Al mattino, Damian si sveglia presto per studiare prima della scuola mentre Anya dorme fino a tardi ed è quindi in ritardo. |                  |                  |
| 4  | Il dolce della conoscenza 「知恵の甘味」 - Chie no kanmiIl grande piano romantico dell'informatore II 「情報屋の恋愛大作戦 Ⅱ」 - Jōhō-ya no ren'ai dai sakusen Ⅱ | 28 ottobre 2023  | 18 novembre 2023 |
| 4  | Anya, Becky, Damian, Emile ed Ewen giocano ai giochi della vecchia cameriera per decidere chi di loro mangiare i quattro macarons speciali che si dice facciano diventare più intelligenti coloro che li mangiano. Ridotto agli ultimi due giocatori, Damian lascia vincere Anya dopo averla vista piangere. Nonostante mangi il macaron, i voti di Anya migliorano a malapena, ma Loid nota il suo talento nella lingua antica. Dopo aver fallito nell'ottenere l'aiuto di Loid, Franky si mette in viaggio da solo alla ricerca di un gatto smarrito che appartiene a un barista per cui ha una cotta. Tuttavia, Yor offre il suo aiuto e riesce a catturare il gatto. Franky restituisce il gatto al suo proprietario, solo per avere il cuore spezzato dopo aver appreso che la sua cotta ha già un fidanzato. Dopo la pausa pranzo, Yor riceve una telefonata dal negoziante per una nuova missione.                                                           |                  |                  |
| 5  | Operazione espatrio 「国境を越える計画を立てる」 - Kokkyō o koeru keikaku o tateru | 4 novembre 2023  | 25 novembre 2023 |
| 5  | Il negoziante, il leader di Garden, assegna a Yor il ruolo di guardia del corpo di Olka Gretcher e di suo figlio, gli unici sopravvissuti di una famiglia criminale deposta, fino a quando non riusciranno a fuggire in sicurezza in un paese neutrale dopo essersi imbarcati sulla nave da crociera Princess Lorelei. Per coincidenza, Anya e Loid vincono anche un viaggio sulla stessa crociera tramite una lotteria di un centro commerciale. Con il pretesto degli affari del municipio, Yor e il suo manager, Matthew McMahon, che è anche il suo collega del Garden, si imbarcano sulla crociera per incontrare Olka, suo figlio e il suo finto marito. Quando Matthew è via, Yor accompagna Olka e suo figlio fuori per prendere un po' d'aria fresca. Tuttavia, la loro conversazione viene intercettata da un informatore con un udito straordinario, permettendo così agli assassini che li inseguono sulla nave di conoscere l'alias di Olka.           |                  |                  |
| 6  | La spaventosa nave da crociera di lusso 「戦慄の豪華客船」 - Senritsu no gōka kyakusen | 11 novembre 2023 | 2 dicembre 2023  |
| 6  | Dopo cena, Matthew si rende conto che la missione è stata compromessa dopo aver eliminato due assassini che sono stati mandati a cercarli dall'informatore, e ordina a Yor di scortare i loro obiettivi in un'altra stanza sicura. Rendendosi conto che hanno a che fare con Garden, gli assassini uniscono le forze per condividere informazioni e la taglia. Yor ferma silenziosamente ogni tentativo di far salire la nave ai Gretcher e sta per essere avvicinata da un altro assassino di nome Barnaby. Allo stesso tempo, in un negozio di souvenir nelle vicinanze, Anya, sentendo il piano dell'assassino di ucciderli in mezzo alla folla, distrae Loid facendogli provare i vestiti delle feste. Schivando un attacco di Barnaby all'ultimo secondo, Yor si prepara ad affrontarlo. |                  |                  |
| 7  | A chi giova questo lavoro 「誰がための任務」 - Dare ga tame no ninmu | 18 novembre 2023 | 9 dicembre 2023  |
| 7  | Mentre Yor combatte contro Barnaby, Anya inganna la folla vicina facendole credere che la lotta sia un atto circense, permettendo a Yor di sconfiggere Barnaby. Il gruppo di Yor si riunisce sano e salvo nella stanza sicura. Dopo aver rimproverato Yor per la sua negligenza e disattenzione, Matthew lascia Yor a fare la guardia ai Gretcher, durante il quale riflette sui suoi sentimenti riguardo alla missione e alla sua famiglia. Il giorno dopo, Anya cerca di distrarre Loid con l'intrattenimento della crociera in modo da poter trovare e aiutare Yor, solo per distrarsi lei stessa. Mentre cala la notte e le persone, tra cui Loid e Anya, si riuniscono sul ponte principale per guardare i fuochi d'artificio, Yor scorta i Gretcher al punto d'incontro mentre gli assassini si stanno avvicinando a loro. |                  |                  |
| 8  | Sinfonia sulla nave 「船上の交響曲」 - Senjō no ShinfonīL'infuso di mia sorella 「姉のハーブティー」 - Ane no Hābu Tī | 25 novembre 2023 | 16 dicembre 2023 |
| 8  | Yor cerca di portare i Gretcher al punto d'incontro attraverso il ponte superiore durante lo spettacolo pirotecnico, ma viene attaccato dagli assassini. Con l'aiuto di Matthew, Yor li massacra fino a quando non incontra un potente assassino armato di shiraya che mette fuori combattimento Matthew. Messa alle strette, Yor ricorda i suoi ricordi di Yuri, dei Forgers e dei Gretchers, aiutandola a capire il motivo per cui combatte per i suoi cari e dandole la determinazione di contrattaccare. Yuri prende il raffreddore durante una missione. Mentre riposa a casa, ricorda i giorni della sua infanzia quando Yor si prendeva cura di lui quando era malato. |                  |                  |
| 9  | La mano che afferra il futuro 「未来を繋ぐ手」 - Mirai o tsunagu te | 2 dicembre 2023  | 23 dicembre 2023 |
| 9  | Dopo i fuochi d'artificio, Loid scopre che ci sono bombe piazzate su tutta la nave, che sono state piazzate dall'informatore assassino con l'intento di uccidere tutti a bordo. Mentre un Loid travestito sta disarmando le bombe, Anya va ad aiutare Yor lanciando segretamente il suo stiletto, permettendole di sconfiggere lo spadaccino. Mentre il capo degli assassini fugge e affronta l'informatore sulla sua barca di fuga, Loid scopre una bomba che sta per esplodere e la getta in mare, facendo esplodere inavvertitamente i due assassini e capovolgendo la loro barca. Dopo un emozionante addio ai Gretcher mentre se ne vanno sani e salvi su una barca di fuga, Matthew dice a Yor di godersi la sua vacanza con la sua famiglia come ricompensa per aver completato la loro missione. |                  |                  |
| 10 | Godersi l'isola turistica 「リゾートを満喫せよ」 - Rizōto o mankitsu seyoVantarsi della vacanza 「休暇自慢」 - Kyūka jiman | 9 dicembre 2023  | 30 dicembre 2023 |
| 10 | I Forgers si riuniscono quando la principessa Lorelei arriva su un'isola resort dove si divertono insieme a varie attività all'aperto. Quando arriva la sera, Loid riporta Yor e Anya esauste sulla nave e loda Yor per il suo duro lavoro. Dopo essere tornato a casa loro a Berlint, Loid discute degli incidenti delle vacanze con Sylvia. Tornando a scuola dopo le vacanze scolastiche, Anya cerca di vantarsi con i suoi amici della crociera, ma viene presto messa in ombra dalla festa più grande di Becky e presa in giro dai suoi compagni di classe a causa della sua assurdità. Torna a casa scoraggiata e racconta la storia, dove Loid, Yuri e Yor le dicono ipocritamente che mentire è sbagliato. |                  |                  |
| 11 | Berlint Love 「恋するバーリント」 - Koisuru BārintoUna normale giornata di Nightfall 「〈夜帷〉の日常」 - Naitofōru no nichijō | 16 dicembre 2023 | 6 gennaio 2024   |
| 11 | Ispirata al suo dramma televisivo preferito Berlint in Love, Becky si dirige a casa dei Forger senza preavviso con l'intenzione di corteggiare Loid in modo da poterlo sposare. Tuttavia, i suoi tentativi di flirtare confondono Loid e fanno sì che Yor la porti di corsa in ospedale, pensando che sia ubriaca. Assistendo alla forza di Yor, Becky concede e chiede a Yor di insegnarle ad essere più forte in modo che possa essere più attraente per Loid Mentre Loid era in vacanza con la sua famiglia sulla Princess Lorelei, Fiona si offrì volontaria per prendere le missioni di Loid e in seguito andò in montagna per allenarsi al fine di dimostrare il suo valore a Loid. Dopo aver incontrato di nuovo Loid e aver ricevuto il suo regalo ricordo, Fiona diventa segretamente stordita dalla felicità malata d'amore pur continuando a mostrargli distaccata.                                                                                      |                  |                  |
| 12 | Parte della famiglia 「家族の一員」 - Kazoku no ichiin | 23 dicembre 2023 | 13 gennaio 2024  |
| 12 | Mentre porta il cane a fare una passeggiata, Loid cerca di addestrare Bond senza molto successo, perché ricorda a quest'ultimo la volta in cui è stato maltrattato come esperimento. Dopo aver avuto una visione futura di un appartamento in fiamme, Bond conduce Loid nel fuoco per salvare un cucciolo intrappolato all'interno e arrestare il piromane in agguato fuori. Loid rimprovera dolcemente Bond per la sua incoscienza, ma lo rassicura del suo posto come membro della famiglia Forger. Tornano a casa, dove Anya li premia con i suoi origami Stella Star per i loro successi. |                  |                  |

### Musical
Un musical prodotto da Toho e intitolato Musical Spy × Family (ミュージカル スパイファミリー?, Myūjikaru Supai Famirī) è stato annunciato il 1º maggio 2022. Il musical è andato in scena al Teikoku Gekijo di Tokyo nel marzo 2023, con un tour nazionale avvenuto tra aprile e maggio dello stesso anno.
Il 30 settembre 2022 è stato annunciato che lo spettacolo avrebbe debuttato l'8 marzo 2023 e avrebbe visto Win Morisaki e Hiroki Suzuki nel ruolo di Loid Forger mentre Fūka Yuzuki e Mirei Sasaki nei panni di Yor Forger. Per il ruolo di Anya, le attrici sarebbero state selezionate tramite un'audizione. Il cast presenta anche Kurumu Okamiya e Tsubasa Takizawa nel ruolo di Yuri Briar, Kento Kinouchi in quelli di Franky Franklin, Manato Asaka interpreta Sylvia Sherwood, Sōma Suzuki invece è Henry Henderson e infine Nonoka Yamaguchi è Fiona Frost. G2 ha assunto i ruoli di regista e autore dei testi, mentre Shuhei Kamimura è stato incaricato di comporre, arrangiare e dirigere la musica. Per il tour nazionale, il musical è stato rappresentato nella Kobelco Grand Hall presso lo Hyogo Performing Arts Center di Nishinomiya, nella prefettura di Hyōgo, ad aprile, e al Teatro Hakata-za di Fukuoka, nella prefettura di Fukuoka, a maggio. Il 14 dicembre 2022 è stato annunciato che Anya Forger sarebbe stata interpretata in modo intercambiabile da quattro attrici: Risa Masuda, Aoi Ikemuda, Miharu Izawa e Miharu Fukuchi. A giugno 2025 per la terza stagione teatrale, che inizierà il 20 settembre 2025, è stato annunciato il nome di quattro nuove attrici bambine che interpreteranno Anya in modo intercambiabile come le precedenti. Le prescelte sono: Lana Izutani, Mirei Tsukino, Mio Nishiyama e Nonoka Murakata.

### Videogioco
Un videogioco ispirato alla serie, intitolato Spy × Anya: Operation Memories, Spy × Family Operation Diary (スパイファミリー オペレーション ダイアリー?, Supai Famirī Operēshon Daiarī) in Giappone, è stato annunciato da Bandai Namco durante il Nintendo Direct del 14 settembre 2023. Il gioco è stato sviluppato da Groove Box Japan e pubblicato da Bandai Namco Entertainment per Nintendo Switch, PlayStation 4, PlayStation 5 e Windows il 21 dicembre 2023 in Giappone ed è previsto per il 2024 nel resto del mondo. Il gioco è incentrato su Anya, che deve creare un foto-diario dei suoi ricordi come compito per l'Eden Academy.

## Accoglienza

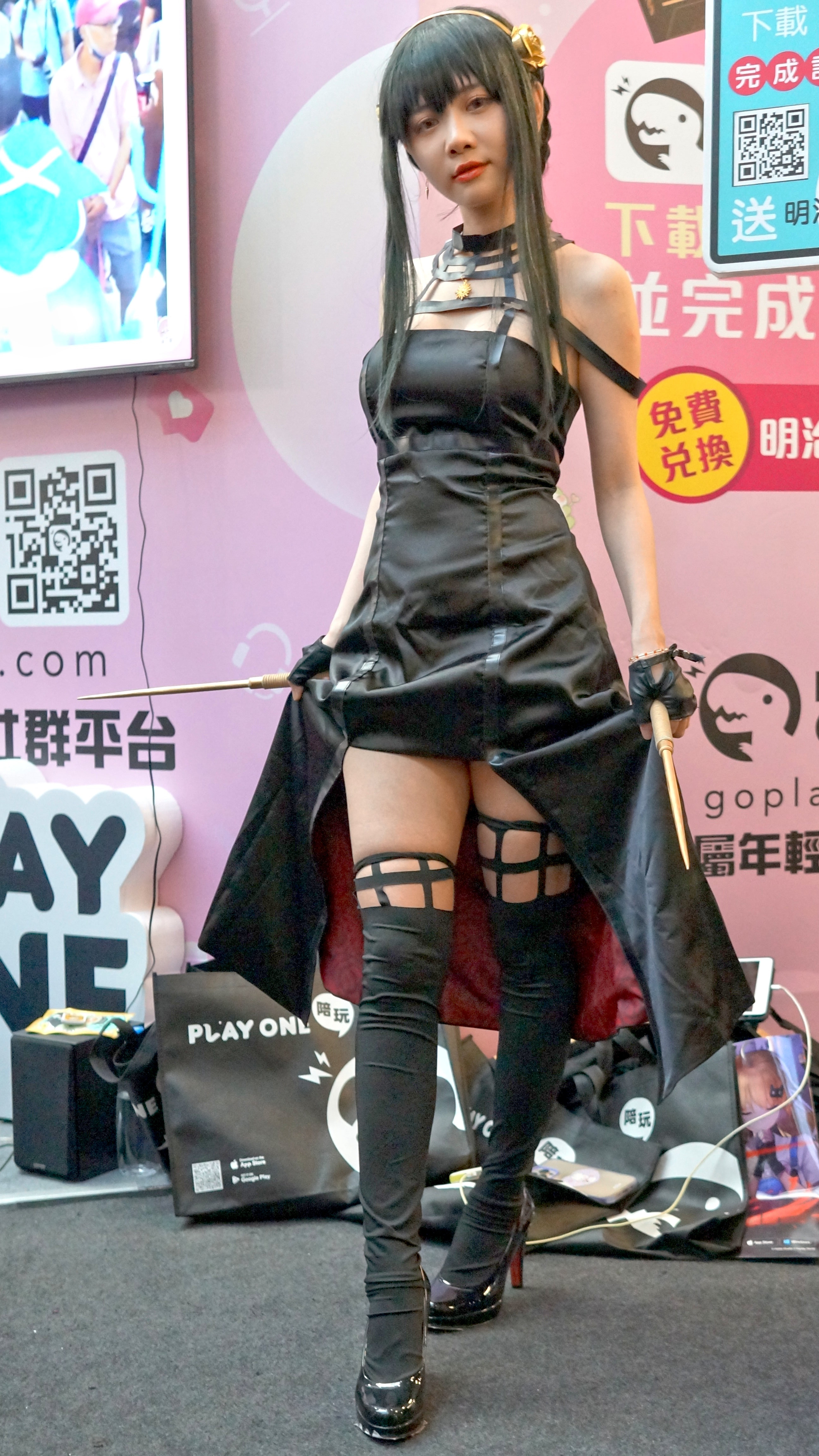
Cosplay di Yor Forger

Spy × Family è stato accolto positivamente dalla critica ottenendo anche un grande riscontro in termini di incassi; nel corso del primo mese di pubblicazione sono state vendute oltre 300 000 copie del manga, mentre dopo quattro mesi tale cifra ha superato il milione di unità. All'inizio del luglio 2020 il manga ha raggiunto quattro milioni di copie in circolazione (comprese quelle in formato digitale), e per festeggiare l'evento Tatsuya Endo ha realizzato un'illustrazione originale riguardante l'opera; due mesi dopo, la Shueisha ha reso noto che il manga aveva quasi raggiunto i sei milioni di copie stampate. Alla fine del mese di dicembre del 2020 il manga ha superato gli otto milioni di copie stampate a fronte di 5 volumi pubblicati. Sei mesi dopo, nel giugno del 2021, l'account ufficiale Twitter di Shōnen Jump+ ha annunciato che il manga, a fronte di 7 volumi pubblicati, ha raggiunto gli 11.7 milioni di copie stampate, per poi portare questo numero a 15 milioni poco prima della trasmissione della serie Anime a marzo del 2022.
La serie si è classificata al quinto posto in un sondaggio condotto da AnimeJapan chiamato "Most Wanted Anime Adaptation", ovvero l'adattamento anime più desiderato.